# KVC Westerlo
Der KVC Westerlo ist ein Fußballverein aus Westerlo in der belgischen Provinz Antwerpen. Der Verein spielt ab der Saison 2022/23 in der Division 1A. Er ist dem Königlichen Belgischen Fußballverband angeschlossen und hat dort die Registrierungsnummer 2024. Die Clubfarben sind Gelb und Blau. Zu den größten Erfolgen in der Vereinsgeschichte zählt der Gewinn des belgischen Pokals 2001.

## Geschichte
1917 gründeten Studenten in Westerlo den Verein Sportkring de Bist Westerlo, dessen Tätigkeit aber 1922 wieder eingestellt wurde. Von 1924 bis 1930 bestand zeitweilig der Westerlo Footbaal Club, der unter der Nummer 379 beim Belgischen Fußballverband eingetragen war. 1931 wurde schließlich der frühere Verein Bist Sport wieder formiert und am 1. Oktober 1933 unter dem Namen Sportkring Westerloo dem Belgischen Fußballverband angeschlossen, wobei er die Nummer 2027 erhielt. Einige Spieler hatten den Verein verlassen und gründeten den Club Westerlo Sport, der ebenfalls am 1. Oktober 1933 beim Belgischen Fußballverband eingetragen wurde und die Nummer 2024 zugeteilt bekam. Schließlich schlossen sich die beiden Vereine am 5. August 1942 zum Voetbalclub Westerlo zusammen, der fortan unter der Nummer 2024 tätig war.
1968 tauchte der Verein zum ersten Mal in der niedrigsten belgischen Liga auf, konnte sich dort durchsetzen und stieg in die Dritte Liga auf. Nach zwei Saisons stieg der Voetbalclub Westerlo jedoch wieder in die Vierte Liga ab und konnte sich 1981 auch dort nicht mehr halten. 1984 gelang erneut der Aufstieg in die Vierte Liga und zur Saison 1985/86 konnte der Verein in die Dritte Liga wechseln. 1993 gelang dort der Titelgewinn, so dass der Club zum ersten Mal in seiner Geschichte in die Zweite Liga aufstieg. Nachdem der Voetbalclub 1994 den königlichen Titel verliehen bekommen hatte, nannte sich der Verein offiziell Koninklijke Voetbalclub Westerlo. 1997 setzte sich Westerlo in der Endrunde der Zweiten Liga durch und stieg in die Erste Liga auf.
Dort spielte der Verein meist im Mittelfeld der Liga mit. In der Saison 1999/2000 konnte der Verein mit Toni Brogno und seinen 30 Treffern den Torschützenkönig der belgischen Ersten Liga stellen.
In derselben Saison konnte sich der Verein den Ruf als heimstarke Mannschaft erarbeiten. KVC Westerlo verlor im eigenen Stadion 't Kuipke lediglich ein Mal während der gesamten Saison. Große Vereine wie der FC Brügge oder Standard Lüttich mussten das Feld als Verlierer verlassen. Der RSC Anderlecht, der kurz vor der Meisterschaft stand, verlor sogar mit 5:0 in Westerlo. Der Verein hält auch einen belgischen Rekord inne, indem man den KV Mechelen zu Hause mit 8:0 besiegte.
2001 gewann der Verein zwar den belgischen Pokalwettbewerb, doch die Spieljahre darauf waren nicht so erfolgreich. Einige Stammspieler verließen den Verein und Westerlo hatte nicht die Mittel, um die Spieler gleichwertig zu ersetzen. Westerlo wurde eine Graue Maus in der belgischen Jupiler League.
Unter der Führung des Präsidenten Herman Wijnants sollte sich Westerlo vom „Grauen Maus“-Image lösen. Es wurden Kooperationen mit Feyenoord Rotterdam und dem FC Chelsea geschlossen. Durch diese Zusammenarbeit wurden einige Spieler kurzzeitig an Westerlo ausgeliehen.
2005 wechselte Trainer Jan Ceulemans nach sechsjähriger Amtszeit zum FC Brügge. Sein Nachfolger wurde Herman Helleputte. Während der Sommerpause 2005 wurden bekannte belgische Spieler wie Ronny Gaspercic und Nico Van Kerckhoven verpflichtet.
Die Saison 2004/05 beendete Westerlo auf dem vierten Platz mit nur einem Punkt Rückstand auf den Drittplatzierten. Von 2007 bis 2012 wurde der KVC Westerlo erneut von Jan Ceulemans trainiert. In der Saison 2008/09 erreichte der Verein den 6. Platz in der Jupiler Pro League. Seit 2008 betreibt Westerlo mit der Julius Berger Nigeria PLC Gruppe die Westerlo Football Academy in Lagos.
Nach der Saison 2011/12 stieg man als Vorletzter in die zweite Liga ab. Zur Saison 2014/15 gelang dem Verein die Rückkehr in das belgische Fußball-Oberhaus. Am Schluss dieser Saison belegte Westerlo einen Platz im Mittelfeld.
In der nächsten Saison erreichte der Verein mit nur einem Punkt Vorsprung Platz 15, so dass ein Abstieg gerade vermieden wurde. In der Saison 2016/17 gelang dies nicht mehr: mit einem Punkt Rückstand lag man am Saisonende auf dem letzten Platz und stieg in die Division 1B ab.
Im Dezember 2017 belegte der Verein nach mehr als der Hälfte der Spiele den vorletzten Platz. In dieser Situation wurde Bob Peeters, der Westerlo bereits 2015/16 vor dem Abstieg gerettet hatte, als neuer Trainer verpflichtet. Der bisherige Trainer Vedran Pelic wurde unter Peeters Co-Trainer.
Zunächst belegte der Verein am Ende der Hauptrunde dennoch den vorletzten Platz und musste an der Abstiegsrunde teilnehmen. Diese wurde auf Platz 2 abgeschlossen und damit der Abstieg vermieden.
Im November 2018 erhielt Peeters auch von Waasland-Beveren ein Trainer-Angebot. Er lehnte dies ab. Im Gegenzug verlängerte Westerlo seinen Vertrag bis 2023.
Die Saison 2018/19 schloss Westerlo auf Platz 4 der Gesamttabelle ab, so dass die Abstiegsrunde vermieden wurde. Damit konnte der Verein an den Play-off 2 der Ersten Division teilnehmen, wo er Platz 3 erreichte. Die nächste Saison schloss Westerlo als Erster der Gesamttabelle ab. Da der Verein aber beide Tranchen nur auf Platz 3 oder 2 beendete, qualifizierte er sich nicht für die Aufstiegsspiele und verblieb in der Division 1B. Seit Mai 2019 übernahm der türkische Unternehmer Oktay Ercan die Anteile am Verein und auch das Amt des Präsidenten.
Die Saison 2020/21 beendete der Verein im Mittelfeld auf Platz 5. In der nächsten Saison führte der Verein nach dem drittletzten Spieltag die Tabelle mit sieben Punkten Vorsprung an, so dass er bis zum Saisonende nicht mehr vom Platz 1 verdrängt werden konnte und somit zur Saison 2022/23 in die Division 1A aufstieg.

## Erfolge
- Belgischer Pokalsieger: 2001
- Belgischer Pokalfinalist: 2011

## Kader 2025/26
Stand: 12. Juli 2025
| Nr. |                    | Position | Name                  |
| --- | ------------------ | -------- | --------------------- |
| 3   | Elfenbeinküste     | AB       | Bakary Haidara        |
| 4   | Belgien            | MF       | Mathias Fixelles      |
| 5   | Australien         | AB       | Jordan Bos            |
| 7   | Iran               | ST       | Allahyar Sayyadmanesh |
| 9   | Kroatien           | ST       | Matija Frigan         |
| 15  | Ukraine            | MF       | Sergiy Sydorchuk      |
| 17  | Belgien            | MF       | Raf Smekens           |
| 18  | Vereinigte Staaten | ST       | Griffin Yow           |
| 20  | Belgien            | TW       | Nick Gillekens        |
| 21  | Slowakei           | MF       | Ján Bernát            |
| 22  | Vereinigte Staaten | AB       | Bryan Reynolds        |
| 23  | Belgien            | AB       | Rubin Seigers         |
| 25  | Belgien            | AB       | Tuur Rommens          |
| 30  | Belgien            | TW       | Koen Van Langendonck  |
| 31  | Belgien            | TW       | Oskar Annell          |
| 33  | Russland           | AB       | Roman Neustädter      |
| 34  | Turkei             | MF       | Doğucan Haspolat      |

| Nr. |                    | Position | Name                  |
| --- | ------------------ | -------- | --------------------- |
| 39  | Belgien            | MF       | Thomas Van den Keybus |
| 40  | Turkei             | AB       | Emin Bayram           |
| 46  | Belgien            | AB       | Arthur Piedfort       |
| 49  | Vereinigte Staaten | ST       | Julian Placias        |
| 60  | Belgien            | TW       | Zenzo De Boeck        |
| 73  | Belgien            | AB       | Amando Lapage         |
| 77  | Costa Rica         | ST       | Josimar Alcócer       |
| 90  | Spanien            | ST       | Nacho Ferri           |
|     | Turkei             | TW       | Sinan Bolat           |
|     | Danemark           | TW       | Andreas Jungdal       |
|     | Belgien            | ST       | Kyan Vaesen           |
|     | Schottland         | ST       | Adedire Mebude        |
|     | Japan              | ST       | Isa Sakamoto          |
|     | Elfenbeinküste     | ST       | Fernand Goure         |
|     | Belgien            | ST       | Irsan Muric           |
|     | Turkei             | MF       | Candan Baskale        |

## Europapokalbilanz
| Saison  | Wettbewerb         | Runde    | Gegner          | Gesamt | Hin     | Rück    |
| ------- | ------------------ | -------- | --------------- | ------ | ------- | ------- |
| 2000    | UEFA Intertoto Cup | 1. Runde | NK Primorje     | 0:11   | 0:5 (A) | 0:6 (H) |
| 2001/02 | UEFA-Pokal         | 1. Runde | Hertha BSC      | 0:3    | 0:2 (H) | 0:1 (A) |
| 2004    | UEFA Intertoto Cup | 2. Runde | FC Trinity Zlín | 0:3    | 0:0 (H) | 0:3 (A) |
| 2011/12 | UEFA Europa League | 2. Runde | TPS Turku       | 1:0    | 1:0 (A) | 0:0 (H) |
| 2011/12 | UEFA Europa League | 3. Runde | BSC Young Boys  | 1:5    | 1:3 (A) | 0:2 (H) |

Gesamtbilanz: 10 Spiele, 1 Sieg, 2 Unentschieden, 7 Niederlagen, 2:22 Tore (Tordifferenz −20)

## Ehemalige bekannte Spieler
- Lukáš Zelenka (1999–2001, 2008–2009)
- Kevin Vandenbergh (1999–2002, 2012–2015)
- Andrzej Rudy (2000–2001)
- Michal Ščasný (2005–2006)